# Film cambogiani proposti per l'Oscar al miglior film straniero
La Cambogia ha sottoposto per la prima volta un proprio film per la categoria miglior film in lingua straniera dei Premi Oscar per l'edizione del 1995, diventando il sesto paese del sud-est asiatico a proporsi per concorrere al premio dopo Filippine, Singapore, Thailandia, Indonesia e Vietnam. 
Dei cinque film proposti, uno è entrato nella rosa finale dei candidati, senza però ottenere il riconoscimento: L'immagine mancante è anche l'unico film non in lingua khmer finora proposto dalla Cambogia, trattandosi di un documentario girato in francese. 
| Anno | Film                                                                                  | Regia                | Risultato     |
| ---- | ------------------------------------------------------------------------------------- | -------------------- | ------------- |
| 1995 | Neak sre (អ្នកស្រែ)                                                                      | Rithy Pahn           | Non candidato |
| 2013 | Lost Loves (ឃ្លាតទៅសែនឆ្ងាយ)                                                                | Chhay Bora           | Non candidato |
| 2014 | L'immagine mancante (L'image manquante)                                               | Rithy Pahn           | Candidato     |
| 2016 | The Last Reel (ដុំហ្វីលចុងក្រោយ)                                                             | Kulikar Sotho        | Non candidato |
| 2017 | Before the Fall (មុនពេលបែកបាក់)                                                            | Ian White            | Non candidato |
| 2018 | Per primo hanno ucciso mio padre (First They Killed My Father, មុនដំបូងខ្មែរក្រហមសម្លាប់ប៉ារបស់ខ្) | Angelina Jolie       | Non candidato |
| 2019 | Les tombeaux sans noms (ផ្នូរគ្មានឈ្មោះ )                                                    | Rithy Panh           | Non candidato |
| 2020 | In the Life of Music (តន្ត្រីជីវិត )                                                       | Caylee So, Sok Visal | Non candidato |
| 2021 | Fathers (ដើម្បីកូន)                                                                       | Huy Yaleng           | Non candidato |
| 2022 | White Building (ប៊ូឌីញ ស)                                                                | Kavich Neang         | Non candidato |
| 2023 | Ritorno a Seoul (Retour à Séoul)                                                      | Davy Chou            | Short-list    |

| Non candidato | Il film è stato proposto per la candidatura, ma non è stato selezionato dall'Academy of Motion Picture Arts and Sciences. |
| Short-list    | Il film è entrato nella "short-list" stilata a gennaio dei nove candidati per l'Oscar al miglior film straniero.          |
| Candidato     | Il film è entrato a far parte dei cinque candidati per l'Oscar al miglior film straniero.                                 |
| Vincitore     | Il film ha vinto l'Oscar al miglior film straniero.                                                                       |